# 鄒家燮
鄒家燮，字秀升、號理堂，江西省饒州府樂平縣（今江西省樂平市）人，清朝政治人物，探花及第。

## 生平
乾隆五十九年（1794年）甲寅恩科江西鄉試，中式第一名舉人；嘉慶六年（1801年），登辛酉恩科一甲第三名進士，授翰林院編修。嘉靖九年，任貴州鄉試考官。后任江南道監察御史、兵科掌印給事中。